# جزر رقيق الأوراق
جزر رقيق الأوراق (الاسم العلمي:Daucus leptophyllus) هو نوع غير مؤكد من النباتات يتبع جنس الجزر من الفصيلة الخيمية.